# アミューズメント産業出版
アミューズメント産業出版（アミューズメントさんぎょうしゅっぱん、英:Amusement Industry Publishing Corp.）は、アミューズメント・遊園地業界関係者向けの業界誌を発行している出版社。

## 沿革
- 1977年 JAA（全日本遊園協会）の出資により、株式会社全日本遊園協会出版局として創業。
- 1981年 社名を株式会社アミューズメント産業出版に変更。

## 刊行物
- 月刊アミューズメント産業